# 12340 Stalle
12340 Stalle este un asteroid din centura principală de asteroizi.

## Descriere
12340 Stalle este un asteroid din centura principală de asteroizi. A fost descoperit pe 18 decembrie 1992 la Caussols de Eric Walter Elst. El prezintă o orbită caracterizată de o semiaxă mare de 2,39 ua, o excentricitate de 0,13 și o înclinație de 7,6° în raport cu ecliptica.